# 210433 Ullithiele
210433 Ullithiele è un asteroide della fascia principale. Scoperto nel 2008, presenta un'orbita caratterizzata da un semiasse maggiore pari a 2,9031301 UA e da un'eccentricità di 0,0578420, inclinata di 3,13019° rispetto all'eclittica.